# Dunge

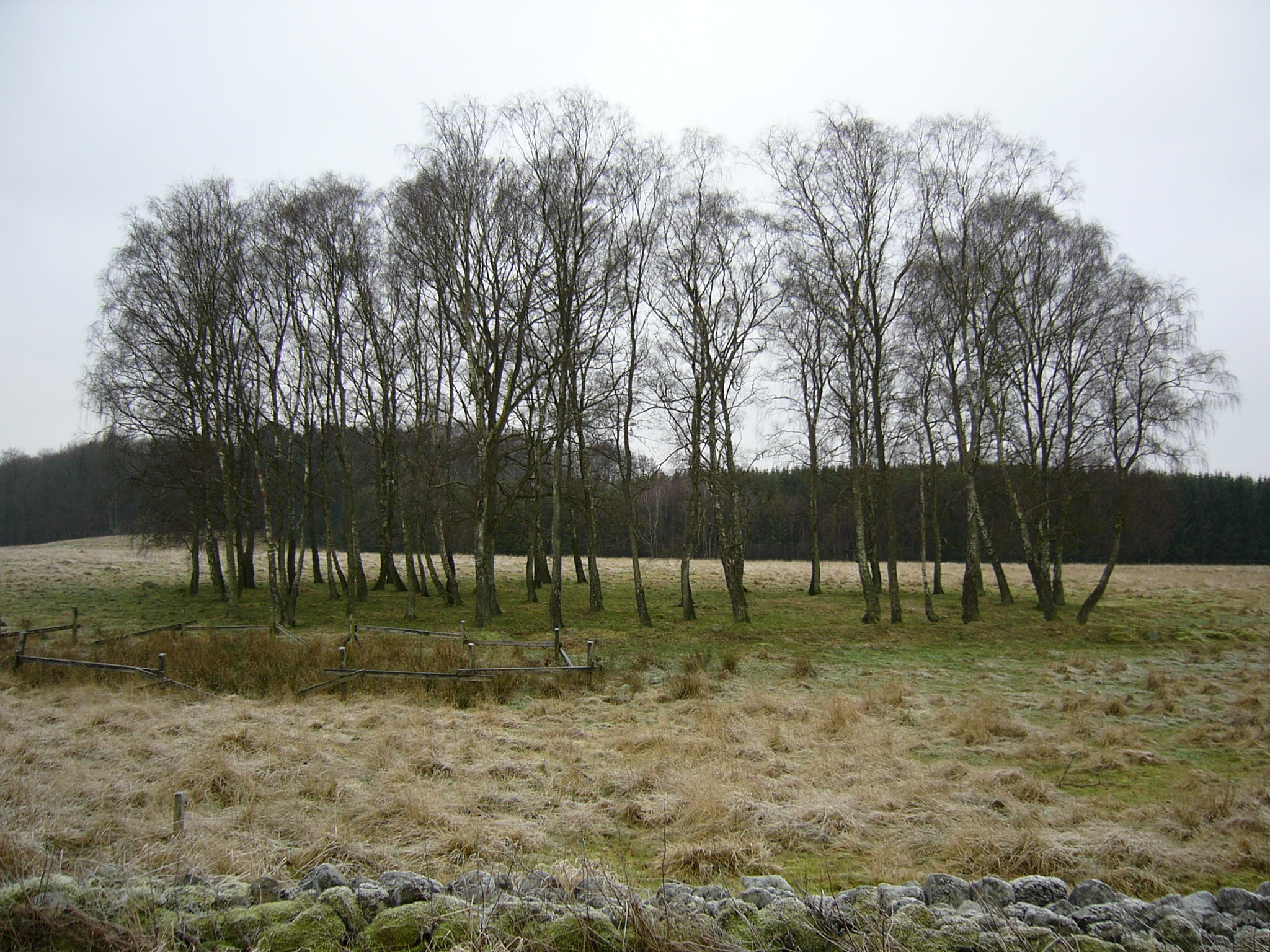
En dunge i Skåne bestående av björkar.

En dunge, skogsdunge eller träddunge är en mindre samling träd. En dunge består av lövträd som ligger på en öppen mark. Kan även definieras som en lund eller en liten skog. 
Ordet dunge finns belagt i svenska språket sedan 1640.

## Källhänvisningar
1. 1 2  ”dunge - Uppslagsverk - NE.se”. www.ne.se. https://www.ne.se/uppslagsverk/ordbok/svensk/dunge. Läst 21 april 2020. [inloggning kan krävas]